# Yeso Amalfi
Yeso Amalfi (São Paulo, 6 de dezembro de 1925 — São Paulo, 10 de maio de 2014) foi um futebolista brasileiro, sendo um dos primeiros jogadores a atuar em vários países.

## Carreira
Atacante, iniciou a carreira nas bases do São Paulo Futebol Clube e jogou nas décadas de 1940 e 1950. Foi campeão paulista de 1945 e 1946 e em 1948 foi transferido para o Club Atlético Boca Juniors. Pelo São Paulo FC, vestiu a camisa em 72 jogos com 44 vitórias.
Também jogou no Peñarol do Uruguai, no Torino da Itália, no Mônaco, OGC Nice e Olympique de Marsella da França, entre outros. Foi campeão nacional do Uruguai pelo Peñarol em 1949 e campeão francês em 1951 pelo Nice. Seu apelido na França era "O Deus do Estádio". 
O atacante teve relacionamentos com celebridades como Sophia Loren e Brigitte Bardot e foi amigo do então príncipe Rainier, de Mônaco, sendo Amalfi que apresentou a atriz Grace Kelly ao futuro monarca Rainier III de Mônaco. Também foi amigo pessoal de Pablo Picasso.
Após aposentar-se do futebol, foi secretário municipal de esportes e assessor parlamentar de Jânio Quadros e Delfim Netto.